# V stepi
V stepi (В степи) è un film del 1950 diretto da Boris Alekseevič Buneev e A. Ul'jancev.